# Les Survivants de l'infini
Pour plus de détails, voir Fiche technique et Distribution.
Les Survivants de l'infini ou Terreur sur l'univers en Belgique (This Island Earth) est un film de science-fiction américain réalisé par Joseph M. Newman et sorti en 1955. Il s'agit de l'adaptation du roman du même titre de Raymond F. Jones. Les acteurs connus Jeff Morrow, Faith Domergue et Rex Reason jouent respectivement l'extraterrestre Exeter, le Dr  Ruth Adams et le Dr Cal Meacham. Ce film est l'un des premiers films importants de science-fiction à avoir été filmé en Technicolor.
Lors de sa sortie initiale en salle, le film a été encensé par la plupart des critiques qui relataient les effets spéciaux de qualité, le script bien écrit et les couleurs (par Technicolor) vives et franches.
Beaucoup de critiques relatent les effets spéciaux, une révolution pour l'époque, comme l’élément le plus fort dans Les Survivants de l'infini.
Ce film est l'un des derniers à être filmé avec la technique Technicolor trichrome. Et même durant la production, les effets spéciaux du film ont été tournés avec le plus conventionnel Eastmancolor que la plupart des studios avait déjà adopté à l'époque.

## Synopsis
Le Dr. Cal Meacham, scientifique réputé, reçoit un étrange condensateur en remplacement de celui qu'il a commandé. Plus tard il reçoit un catalogue de composants électroniques et les plans afin de construire un interociteur : outil complexe de communication. Bien que n'ayant ni lui, ni son assistant Joe Wilson entendu parler d'interociteurs, ils décident immédiatement de commander les pièces et de le construire. Quand ils ont fini, un homme mystérieux se nommant Exeter apparaît sur l’écran de l'interociteur et dit à Meacham qu'il a réussi le test. Son aptitude à avoir construit l'interociteur démontre sa capacité à pouvoir participer à son projet spécial de recherche.
Intrigué, le jour suivant, Meacham est pris en charge à l'aéroport par un avion Douglas DC-3 sans hublot et sans pilote, mais contrôlé par ordinateur. Après avoir atterri dans une lointaine zone en Géorgie, il rejoint un groupe de scientifiques internationaux de haut-vol déjà présents, dont une ancienne conquête le Dr. Ruth Adams. Cal est alors presque immédiatement suspicieux sur l'étrange apparence des hommes du groupe dirigeant le projet.
Cal et Ruth essayent de fuir avec un troisième scientifique, Steve Carlson, mais leur voiture est attaquée et Carlson est alors tué. Après avoir décollé dans un petit avion, Cal et Ruth voient l'infrastructure et ses habitants être détruits par incinération, puis leur avion est tracté dans une soucoupe volante par un mystérieux rayon.
Exeter leur apprend que lui et son équipe viennent de la planète Métaluna, et qu'ils sont venus sur Terre pour rechercher de l'uranium ainsi que des scientifiques, afin de pouvoir défendre leur planète dans leur guerre contre les diaboliques Zagons. Puis il les informe qu'il va les amener dans son monde.
Après un voyage hallucinant, ils retrouvent la planète sous un bombardement et se confrontent rapidement à l'ennemi. La société métalunienne est en train de s'effondrer et il ne reste que peu d'espoir. Leur chef, le Moniteur, révèle que les Métaluniens veulent se délocaliser pour aller sur la Terre et demande que Meacham et Adams soient emmenés dans la chambre de lavage de cerveaux dans le but de supprimer leur volonté à s'opposer à ses projets. Exeter pense que c'est immoral et malvenu de les contraindre à aider les Métaluniens. Il décide alors d'aider Cal et Ruth à s'enfuir, trahissant ainsi les siens, en leur évitant le lavage de cerveau.
Tous trois se dirigent vers le vaisseau d'Exeter, mais un mutant leur bloque le passage. Ce dernier blesse Exeter, mais Cal réussit à assommer le mutant, ce qui leur permet, à tous les trois, d'entrer dans le vaisseau. Ils s’échappent de Métaluna et commencent le voyage de retour en direction de la Terre, assistant à la destruction finale de la planète juste avant de s'échapper de son système solaire. C'est alors que le mutant que Cal avait assommé ressurgit (il avait réussi à ramper dans le vaisseau), mais ses blessures l'empêchent de faire quelque mal que ce soit.
C'est quand ils rentrent dans l'atmosphère de la Terre, qu'Exeter renvoie Cal et Ruth sur Terre dans leur petit avion, alors que lui-même est en train de mourir et que le vaisseau a presque complètement épuisé son énergie. Sans aucun autre choix, Exeter utilise le peu d'énergie restante pour rejoindre la mer et s'y abîmer.

## L'interociteur
L'interociteur est un outil multifonctionnel fictif utilisé dans le film de science-fiction de 1955 intitulé Les Survivants de l'infini. Cet outil arrive sous forme de kit dans le but d'évaluer l'intelligence des scientifiques qui pourraient apporter leur aide à une race d'extra-terrestres.
L'interociteur est un outil de communications extra-terrestres doté de propriétés étranges et extraordinaires. Le concept a été inventé par l'écrivain de science-fiction Raymond F. Jones qui a écrit le livre original. On le retrouve au début de la série de 3 longues nouvelles connues sous le nom de "The Peace Engineers Trilogy" qui sont sorties entre 1949 et 1951 dans la collection de romans de gare (ou pulp magazine) américain Thrilling Wonder Stories. Puis Raymond F. Jones a réécrit sous forme d'un roman unique l'histoire complète. Il fut publié pour la première fois aux États-Unis en 1952 par Shasta Press. Les studios Universal ont acheté les droits d'adaptation du roman à l'écran en 1953, car il avait été un roman à succès de science-fiction très populaire. Puis un long-métrage a été tourné en Technicolor en 1954, pour enfin sortir en salles américaines le 1er juin 1955. Le film eut un succès modéré et a plutôt laissé une bonne impression pour ses effets spéciaux. La première des trois nouvelles était intitulée  The Alien Machine (la machine extra-terrestre), référant à l'interociteur qui fut rendu célèbre par la représentation graphique faite par le fameux artiste de science-fiction Virgil Finlay.
L'histoire avait été vendue à la presse grâce à l'agent littéraire Forrest J Ackerman.
Le terme interociteur lui-même ne désigne pas un outil en particulier. Il désigne un ensemble plus générique d'outils qui partagent un ensemble de processus de fonctionnement (c'est donc un terme similaire au terme ordinateur). 
Cela est dû au fait qu'un interociteur est observé et décrit dans différents rôles :
- Outil de télécommunication
- Pilote automatique d'avion
- Surveillance et contrôle de sécurité
- Contrôle d'armes à énergie

## Fiche technique
- Titre original : This Island Earth
- Titre français : Les Survivants de l'infini
- Titre français belge : Terreur sur l'univers
- Réalisation : Joseph M. Newman et Jack Arnold (non crédité)
- Scénario : Franklin Coen et Edward G. O'Callaghan, d'après le roman Les Survivants de l'infini de Raymond F. Jones
- Musique : Joseph Gershenson (supervision) ; Henry Mancini, Hans J. Salter et Herman Stein (non crédités)
- Décors : Russell A. Gausman et Julia Heron
- Costumes : Rosemary Odell (robes)
- Photographie et effets visuels : Clifford Stine
- Son : Leslie I. Carey et Robert Pritchard
- Montage : Virgil W. Vogel
- Production : William Alland
- Société de production : Universal-International
- Société de distribution : United International Pictures
- Pays de production :  États-Unis
- Langue originale : anglais
- Format : couleur (Technicolor) 2,00:1
- Genre : science-fiction
- Durée : 87 minutes
- Dates de sortie :
  - États-Unis : 10 juin 1955 (avant-première à New York) ; 15 juin 1955 (sortie nationale)
  - France : 19 octobre 1955

## Distribution
- Jeff Morrow  (VF : Jean-Louis Maury) : Exeter
- Faith Domergue (VF : Michele Montel)  : Dr Ruth Adams
- Rex Reason  (VF : Bernard Woringer) : Dr Cal Meacham
- Lance Fuller : Brack
- Russell Johnson : Steve Carlson
- Douglas Spencer  (VF : Jean-Henri Chambois) : le monitor de Metaluna
- Robert Nichols  (VF : Albert Augier) : Joe Wilson
- Karl Ludwig Lindt : Dr Adolph Engelborg
- Charlotte Lander : la femme dans la console de décompression
- Jack Byron : un photographe
- Spencer Chan : Dr Hu Ling Tang
- Richard Deacon : le pilote de la soucoupe volante
- Coleman Francis : le livreur
- Marc Hamilton : l'habitant de Metaluna
- Edward Hearn  (VF : Jean-Henri Chambois) : un reporter
- Edward Ingram : un photographe
- Orangey : Neutron, le chat
- Regis Parton : le mutant
- Olan Soule : le premier reporter
- Les Spears  (VF : Jacques Deschamps) : un reporter
- Lizalotta Valesca : Dr Marie Pitchener
- Robert Williams : Webb, le contrôleur aérien